# Öagöl
Öagöl är en sjö i Växjö kommun i Småland och ingår i Mörrumsåns huvudavrinningsområde.